# Parajulis poecilepterus
Parajulis poecilepterus es una especie de peces de la familia Labridae en el orden de los Perciformes.

## Morfología
Los machos pueden llegar alcanzar los 34 cm de longitud total.

## Distribución geográfica
Se encuentra desde Corea y el norte del Japón hasta Taiwán y Hong Kong.